# Нелина
Нелина е българска попфолк и фолклорна певица.
Изпълнява народна и авторска музика на фолклорна основа – „Чорбаджи Иван“, „Брала мома къпини“, „На сърце ми лежи“ и т. н., както и песни от репертоара на популярната тракийска певица Недялка Керанова – „Караджа дума Русанки“, „Намислил Стоян“ и др.

## Биография
Родена е като Нели Георгиева Николова на 10 март 1971 година в Русе.
През 1993 г. става солистка заедно с Еми Стамболова в попфолк групата „Формация Фаворит“, с която издава два албума на аудиокасети – през 1993 година „Една жена“ с малкия лейбъл „Савов Рекърдс“ и през 1994 година „Ела, ела“ с „Пайнер“. По това време нейни продуценти и издатели са „Милена Рекърдс“, с които издава първия си албум „Не разваляй магията“. През 1998 г. става част от музикална компания „Пайнер“, където се изявява в продължение на 20 години. В сътрудничество с тях певицата издава общо 5 попфолк, 4 фолклорни албума и няколко компилации със златни хитове.
Нелина участва в редица фестивали – „Пирин фолк“, „Тракия фолк“, „Златният мустанг“, печели редица награди, сред които за най-успешен дебют на „Пирин фолк“ (1998 г.), II награда за песента „Молба“ по музика и аранжимент на Светослав Лобошки и текст на Надя Неделина, II награда за изпълнение на живо от „Златният мустанг“ (2001 г.), I награда на журито за изпълнение на „Пирин фолк“ (2005 г.).
През 2007 година участва във филма „Време за жени“ в ролята на попфолк певица.

## Награди
1998 г.- „Пирин фолк“ -най-успешен дебют
1999 г.-"Тракия фолк"-ІІ-ра награда за песента „Молба“
1999 г.-“сп."Нов фолк" -песен на годината „Пожар в сърцето"
1999г.- „Хиткоктеил“-певица и албум на годината
2001г.-„Златния Мустанг“-втора награда за изпълнение на живо
2005 г.-„Пирин фолк“ -първа награда на журито за изпълнение на „Едно мало дете“
2007г.-Фолклорен албум на годината “На сърце ми лежи“
2008г.-радио"Сигнал +" –„Караджа дума Русанки" – песен на годината
2009г.-"Сигнал+"-песен на годината „Намислил Стоян“
2010г.-Фолклорен албум на годината „Чорбаджи Иван“
2012г.-Фолклорен изпълнител на Пайнер
2013г.-Фолклорен изпълнител на Пайнер
2014г.-Фолклорен изпълнител на годината
2015г.-Фолклорен албум на годината “Празник е“
2016 г.-"Сигнал бг" -фолклорна песен на годината „Слънцето трепти“
2018 г.-„Елевън“-песен на хилядолетието – „Бял Мерцедес“
2020 г.-„Пирин фолк“-първа награда на журито за песента “Горди българи“-дует с Васко Лазаров Взима участие като изпълнител в Националния фолклорен събор „Рожен“, съответно през 2015 и 2016 г.
2024 – Принос в развитието на народната музика и култура

## Семейство
Има един син – Кристиян, роден през 2003 г.

## Дискография

### Студийни албуми

#### Албуми с формация „Фаворит“
- Една жена (1993)
- Ела, ела (1994)

#### Самостоятелни албуми
- Не разваляй магията (1996)
- Душата ми (1998)
- Пожар в сърцето (1999)
- Пазя любовта (2000)
- Най-щастлива (2002)
- Изненада (2004)
- На сърце ми лежи (2007)
- Чорбаджи Иван (2010)
- Мило ми е, драго ми е (2012)
- Празник е (2015)
- За верни приятели (2017)
- С обич и песен (2022)

### Компилации
- Най-доброто (1998)
- Златните хитове на Пайнер 9 – Нелина (2013)
- Фолклорен извор (2014)